# Alan Leonardo Díaz
Alan Leonardo "Leo" Díaz (Lanús, Buenos Aires; 27 de enero de 2000) es un futbolista argentino. Se desempeña como arquero en el Club Atlético Nueva Chicago de la Primera Nacional.

## Trayectoria

### River Plate
Sin tener contrato profesional, fue promovido repentinamente a la primera de River Plate el 15 de mayo de 2021 tras un brote de COVID-19 en el plantel profesional que dejó una suma de 20 casos positivos, incluyendo a todos los arqueros de la primera división (Franco Armani, Enrique Bologna y Germán Lux) y al arquero titular de la reserva, Franco Petroli. Debutó al día siguiente en un superclásico contra Boca Juniors por los cuartos de final de la Copa de la Liga, completando una buena actuación, incluido un penal atajado a Edwin Cardona en la tanda de penales. Sin embargo, el Millonario quedó eliminado. Terminado el partido, fue felicitado por todo el plantel de River Plate y por Marcelo Gallardo, quien lo abrazó fraternalmente agradeciéndole por su esfuerzo y rendimiento mostrado.
El 18 de junio firmó su primer contrato como profesional, quedando ligado al plantel de primera división de River Plate hasta diciembre de 2024, con una cláusula de rescisión de 25 millones de euros.

### Las Vegas Lights
En febrero de 2023 fue cedido por un año a Las Vegas Lights F. C. de la USL Championship. Tras la finalización del préstamo, Díaz regresó a la Argentina y, tras ser notificado de que no iba a ser tenido en cuenta, rescindió su contrato con River Plate.

### Nueva Chicago
En enero de 2024 llega con el pase en su poder a Nueva Chicago.

## Selección nacional

### Selección juvenil
Fue internacional con la Selección de fútbol de Argentina Sub-15, Sub-17 y Sub-20, dónde se consagró campeón del Torneo de la Alcudia.

### Participaciones en Sudamericanos
| Torneo                   | Sede     | Resultado     | Partidos | Goles |
| ------------------------ | -------- | ------------- | -------- | ----- |
| Sudamericano Sub-15 2015 | Colombia | Tercer puesto | 0        | 0     |
| Sudamericano Sub-17 2017 | Chile    | Primera fase  | 0        | 0     |

## Estadísticas

### Clubes
- Actualizado hasta el 19 de agosto de 2025.

| Club | Div.                | Temporada           | Liga | Liga | Liga | Copas Nacionales (1) | Copas Nacionales (1) | Copas Nacionales (1) | Copas Internacionales (2) | Copas Internacionales (2) | Copas Internacionales (2) | Total | Total | Total |
| Club | Div.                | Temporada           | PJ   | GR   | VI   | PJ                   | GR                   | VI                   | PJ                        | GR                        | VI                        | PJ    | GR    | VI    |
| --- | ------------------- | ------------------- | ---- | ---- | ---- | -------------------- | -------------------- | -------------------- | ------------------------- | ------------------------- | ------------------------- | ----- | ----- | ----- |
| River Plate Argentina | 1.ª                 | 2021                | 0    | 0    | 0    | 1                    | -1                   | 0                    | 0                         | 0                         | 0                         | 1     | -1    | 0     |
| River Plate Argentina | 1.ª                 | 2022                | —    | —    | —    | —                    | —                    | —                    | —                         | —                         | —                         | 0     | 0     | 0     |
| River Plate Argentina | Total               | Total               | 0    | 0    | 0    | 1                    | -1                   | 0                    | 0                         | 0                         | 0                         | 1     | -1    | 0     |
| Las Vegas Lights Estados Unidos | 2.ª                 | 2023                | 29   | -53  | 2    | 1                    | -3                   | 0                    | —                         | —                         | —                         | 30    | -56   | 2     |
| Las Vegas Lights Estados Unidos | Total               | Total               | 29   | -53  | 2    | 1                    | -3                   | 0                    | 0                         | 0                         | 0                         | 30    | -56   | 2     |
| Nueva Chicago Argentina | 2.ª                 | 2024                | 0    | 0    | 0    | —                    | —                    | —                    | —                         | —                         | —                         | 0     | 0     | 0     |
| Nueva Chicago Argentina | 2.ª                 | 2025                | 4    | -5   | 2    | 0                    | 0                    | 0                    | —                         | —                         | —                         | 4     | -5    | 2     |
| Nueva Chicago Argentina | Total               | Total               | 4    | -5   | 2    | 0                    | 0                    | 0                    | 0                         | 0                         | 0                         | 4     | -5    | 2     |
| Total en su carrera | Total en su carrera | Total en su carrera | 33   | -58  | 4    | 2                    | -4                   | 0                    | 0                         | 0                         | 0                         | 35    | -62   | 4     |
| (1) Las copas nacionales se refiere a la Copa Argentina, la Copa de la Liga Profesional y la U.S. Open Cup (2) Las copas internacionales se refiere a la Copa Sudamericana y la Copa Libertadores. (3) Media de goles por encuentro. No incluye goles en partidos amistosos. |                     |                     |      |      |      |                      |                      |                      |                           |                           |                           |       |       |       |

## Palmarés

### Campeonatos nacionales
| Título              | Club        | Sede                | Año  |
| ------------------- | ----------- | ------------------- | ---- |
| Primera División    | River Plate | Buenos Aires        | 2021 |
| Trofeo de Campeones | River Plate | Santiago del Estero | 2021 |